# Igino Eugenio Cardinale
Igino Eugenio Cardinale (Fondi, 14 de outubro de 1916 – Bruxelas, 24 de março de 1983) foi um prelado italiano da Igreja Católica, arcebispo titular de Nepte e diplomata da Santa Sé. Ordenado sacerdote em 1941, ingressou no serviço diplomático do Vaticano em 1946, desempenhando um papel significativo em várias representações da Igreja ao redor do mundo. Foi delegado apostólico na Grã-Bretanha (1963–1969) e, posteriormente, núncio apostólico na Bélgica, Luxemburgo e junto à Comunidade Econômica Europeia e ao Conselho da Europa, cargos que ocupou até sua morte.

## Biografia
Sua família emigrou para os Estados Unidos, mas voltou de Boston para a Itália em 1918 e seu pai servia no exército italiano como oficial de cavalaria quando Igino nasceu. Eles voltaram após o fim da Primeira Guerra Mundial e Igino passou sua infância em Boston. Ele estudou nos Estados Unidos na St. Agnes Academy na cidade de Nova Iorque e depois voltou para a Itália e estudou em seminários em Gaeta, Salerno, Posillipo e Roma. Foi ordenado padre da Arquidiocese de Nápoles em 13 de julho de 1941.
Começou a estudar na Pontifícia Academia Eclesiástica em 1941 e ingressou no serviço diplomático da Santa Sé em 1946 e os seus primeiros postos o levaram ao Egito, Palestina, Transjordânia, Arábia e Chipre antes de retornar a Roma em 1952 por motivos de saúde. Ele detinha o título de conselheiro na Secretaria de Estado quando foi nomeado seu chefe de protocolo em 30 de setembro de 1961. No ano seguinte foi subsecretário da comissão encarregada de organizar o Concílio Vaticano II. Sua posição no Vaticano, seu entusiasmo pelo novo papa e sua visão sobre o pensamento do Papa João XXIII adquiridos por meio de seu tio Giuseppe de Luca, que estava publicando os escritos do papa, já o haviam tornado uma fonte importante para a imprensa, e após a morte do Papa João XXIII, ele forneceu aos jornalistas seu relato interno sobre o Papa e as relações internacionais durante seu papado.
Em 4 de outubro de 1963, o Papa Paulo VI o nomeou delegado apostólico no Reino Unido, sendo consagrado como arcebispo-titular de Nepte em 20 de outubro do mesmo ano, na Basílica de São Pedro, pelas mãos do Papa Paulo VI, coadjuvado por Pietro Sigismondi, secretário da Congregação para a Propagação da Fé e por Sergio Pignedoli, delegado apostólico para a África Centro-Ocidental. Nesse cargo, ele conseguiu obter uma prorrogação para um padre demitido como editor de uma revista religiosa e suspenso de suas funções sacerdotais por chamar a Igreja de "patentemente corrupta" em um editorial.  Em julho de 1967 em Coventry, ele se tornou o primeiro católico a pregar em uma catedral inglesa não católica desde a Reforma, embora a ocasião tenha atraído manifestantes anticatólicos.
Ele foi nomeado núncio na Bélgica em 19 de abril de 1969 e em Luxemburgo em 9 de maio de 1969. Além disso, quando a Santa Sé estabeleceu relações diplomáticas com a Comunidade Econômica Europeia (CEE) em 1970, foi nomeado núncio dessa organização internacional e "enviado especial e representante permanente" junto do Conselho da Europa, a assembleia consultiva da CEE em Estrasburgo.
Estava em serviço como diplomata da Santa Sé quando morreu em Bruxelas de uma infecção de sangue em 24 de março de 1983 aos 66 anos.
Ele escreveu um livro sobre a diplomacia do Vaticano e outro sobre suas condecorações honorárias.